# Zombis pusiola
Zombis pusiola är en spindeldjursart som beskrevs av Simon 1882. Zombis pusiola ingår i släktet Zombis och familjen Galeodidae. Inga underarter finns listade i Catalogue of Life.